# Sziptah
Sziptah (teljes nevén Merenptah Sziptah, uralkodói nevén Ahenré; ? – i. e. 1193) az ókori egyiptomi XIX. dinasztia hetedik, utolsó előtti fáraója i. e. 1198-tól haláláig. Gyermekként lépett trónra II. Széthi halála után, peret II. hónapja 2. napján, és fiatalon meghalt. Egész uralkodása alatt mostohaanyja, Tauszert kormányzott helyette; az első években egy befolyásos szíriai, Bay kancellár segítségével, akit később kivégeztek. Tauszert társuralkodónak tekintette magát Sziptahhal, és annak halála után elfoglalta a trónt.

## Származása
Régebben úgy tartották, szülei II. Széthi fáraó és Tiaa királyné. A sírjában talált tárgyak azonban, melyek Tiaa anyakirálynét említik, valószínűleg IV. Thotmesz anyjának, Tiaának közeli sírjából (KV32) kerültek Sziptah sírjába véletlenül. Egy relief, melyet ma a Louvre-ban őriznek (E 26901), egy Szutailja nevű nőt említ Sziptah anyjaként. Mivel ez kánaáni hangzású név, Szutailja feltehetőleg nem királyné volt, hanem ágyas.
Sziptah apjának kiléte bizonytalan; lehetséges, hogy nem az előző uralkodó, hanem a trónbitorló Amenmessze fia, többek közt egy szobor alapján, mely az ifjú fáraót apjával ábrázolja, de az apa alakját és nevét elpusztították a szobron, valamint annak alapján, hogy a III. Ramszesz által állíttatott Medinet Habu-i szobrok közt, melyek a múlt fáraóit ábrázolják, Amenmessze és Sziptah szobra nem szerepel, míg Merenptahé és II. Széthié igen, ami azt sugallja, hogy a két előbb említettet nem tartották jogos uralkodónak.

## Uralkodása
Halálakor Sziptah körülbelül tizenhat éves volt, így tíz-tizenegy évesen léphetett trónra. II. Széthi főfelesége, Tauszert kormányzott helyette régensként. Az ifjú fáraó múmiájának vizsgálata azt is kimutatja, hogy kb. 1,6 méter magas volt, haja göndör és vörös; bal lába erőteljesen eldeformálódott, valószínűleg gyermekbénulás következtében.

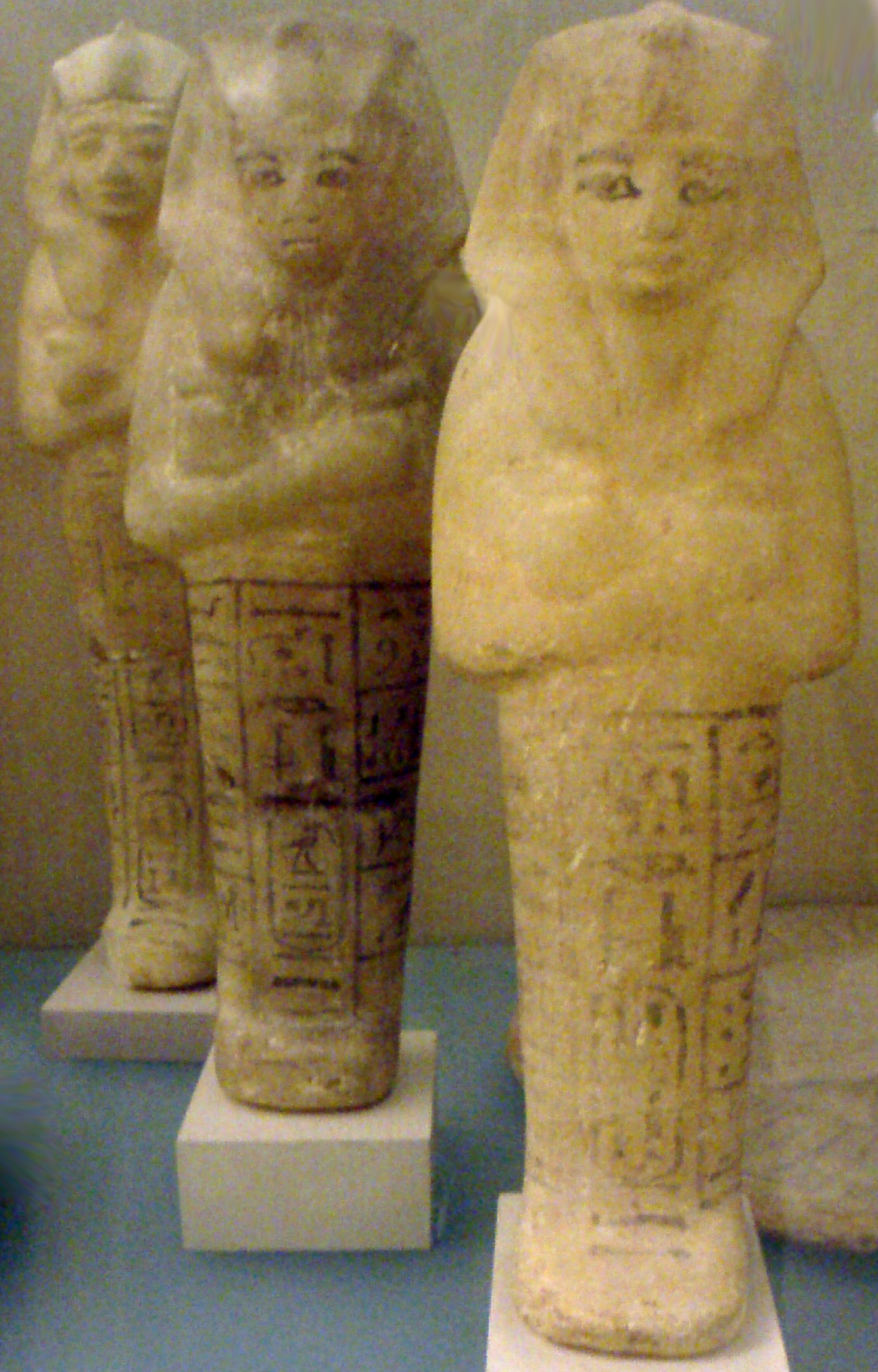
Sziptah usébtijei

Bay, a szíriai származású kancellár számtalan feliratán – többek közt egy asszuáni és egy Gebel esz-Szilszile-i sztélén – nyíltan dicsekszik azzal, hogy ő ültette Sziptahot a trónra. Bay akkora kegyben állt, hogy a Királyok völgyében kapott sírt, később azonban kiesett a fáraó kegyéből, utoljára egy, a 4. uralkodási évre datált feliraton jelenik meg neve. Az 5. évben Sziptah parancsára kivégezték. Ennek híre egy ránk maradt osztrakonon jutott el a Dejr el-Medina-i munkások falvába, akiknek abba kellett hagyniuk a további munkálatokat a kancellár sírján. A ma IFAO 1254 néven ismert osztrakon feliratát Pierre Grandet francia egyiptológus fordította le és tette közzé.
Sziptah feltehetőleg 7. uralkodási éve elején halt meg, nem a hatodikban, ahogy korábban feltételezték. Halála után Tauszert koronáztatta fáraóvá magát, és majdnem két évig uralkodott.
Sziptahot a Királyok völgye 47. sírban temették el, mely ugyanabban a stílusban készült, mint Tauszerté és Bayé, de múmiáját nem itt találták meg, hanem 1898-ban II. Amenhotep sírjában (KV35), ahová a fosztogatók elől költöztették át sok más királyi múmiával együtt.

## Titulatúra
A fáraók titulatúrájának magyarázatát és történetét lásd az Ötelemű titulatúra szócikkben.
| G5 |

| G5 |

| E2 · D40 | U7 · D36 | V28 | p · n · n · n | s | S34 | N16 · nb · Aa15 | D28 · Z1 · f | N5 · Z1 · nb |

| E2 · D40 | U7 · D36 | V28 | p · n · n · n | s | S34 | N16 · nb · Aa15 | D28 · Z1 · f | N5 · Z1 · nb |

| E2 · D40 | U7 · D36 | V28 | p · n · n · n | s | S34 | N16 · nb · Aa15 | D28 · Z1 · f | N5 · Z1 · nb |

| E2 · D40 | U7 · D36 | V28 | p · n · n · n | s | S34 | N16 · nb · Aa15 | D28 · Z1 · f | N5 · Z1 · nb |

| G5 |

| G5 |

| E2 · D40 | U7 · D36 | V28 | p · n · n · n | s | S34 | N16 · nb · Aa15 | D28 · Z1 · f | N5 · Z1 · nb |

| E2 · D40 | U7 · D36 | V28 | p · n · n · n | s | S34 | N16 · nb · Aa15 | D28 · Z1 · f | N5 · Z1 · nb |

| E2 · D40 | U7 · D36 | V28 | p · n · n · n | s | S34 | N16 · nb · Aa15 | D28 · Z1 · f | N5 · Z1 · nb |

| E2 · D40 | U7 · D36 | V28 | p · n · n · n | s | S34 | N16 · nb · Aa15 | D28 · Z1 · f | N5 · Z1 · nb |

| G16 |

| G16 |

| s | O29 · D36 | G1 | Y1 | O28 | W24 · O49 |

| s | O29 · D36 | G1 | Y1 | O28 | W24 · O49 |

| G16 |

| G16 |

| s | O29 · D36 | G1 | Y1 | O28 | W24 · O49 |

| s | O29 · D36 | G1 | Y1 | O28 | W24 · O49 |

| G8 |

| G8 |

| HASH | W19 | i | i | t · f | R13 | r · D36 | N5 | R13 |

| HASH | W19 | i | i | t · f | R13 | r · D36 | N5 | R13 |

| G8 |

| G8 |

| HASH | W19 | i | i | t · f | R13 | r · D36 | N5 | R13 |

| HASH | W19 | i | i | t · f | R13 | r · D36 | N5 | R13 |

| M23 | L2 |

| M23 | L2 |

| N5 | s | N28 · n | N36 | i | mn · n |

| N5 | s | N28 · n | N36 | i | mn · n |

| N5 | s | N28 · n | N36 | i | mn · n |

| N5 | s | N28 · n | N36 | i | mn · n |

| N5 | s | N28 · n | N36 | i | mn · n |

| N5 | s | N28 · n | N36 | i | mn · n |

| N5 | s | N28 · n | N36 | i | mn · n |

| N5 | s | N28 · n | N36 | i | mn · n |

| M23 | L2 |

| M23 | L2 |

| N5 | s | N28 · n | N36 | i | mn · n |

| N5 | s | N28 · n | N36 | i | mn · n |

| N5 | s | N28 · n | N36 | i | mn · n |

| N5 | s | N28 · n | N36 | i | mn · n |

| N5 | s | N28 · n | N36 | i | mn · n |

| N5 | s | N28 · n | N36 | i | mn · n |

| N5 | s | N28 · n | N36 | i | mn · n |

| N5 | s | N28 · n | N36 | i | mn · n |

| G39 | N5 | \| \| |
|     |    |       |

|  |

| G39 | N5 | \| \| |
|     |    |       |

|  |

| C2 | F31 | O34 · O34 | H8 · Z1 | p · t | V28 |

| C2 | F31 | O34 · O34 | H8 · Z1 | p · t | V28 |

| C2 | F31 | O34 · O34 | H8 · Z1 | p · t | V28 |

| C2 | F31 | O34 · O34 | H8 · Z1 | p · t | V28 |

| C2 | F31 | O34 · O34 | H8 · Z1 | p · t | V28 |

| C2 | F31 | O34 · O34 | H8 · Z1 | p · t | V28 |

| C2 | F31 | O34 · O34 | H8 · Z1 | p · t | V28 |

| C2 | F31 | O34 · O34 | H8 · Z1 | p · t | V28 |

| G39 | N5 | \| \| |
|     |    |       |

|  |

| G39 | N5 | \| \| |
|     |    |       |

|  |

| C2 | F31 | O34 · O34 | H8 · Z1 | p · t | V28 |

| C2 | F31 | O34 · O34 | H8 · Z1 | p · t | V28 |

| C2 | F31 | O34 · O34 | H8 · Z1 | p · t | V28 |

| C2 | F31 | O34 · O34 | H8 · Z1 | p · t | V28 |

| C2 | F31 | O34 · O34 | H8 · Z1 | p · t | V28 |

| C2 | F31 | O34 · O34 | H8 · Z1 | p · t | V28 |

| C2 | F31 | O34 · O34 | H8 · Z1 | p · t | V28 |

| C2 | F31 | O34 · O34 | H8 · Z1 | p · t | V28 |

### Névváltozatok
A fáraók titulatúrájának magyarázatát és történetét lásd az Ötelemű titulatúra szócikkben.
| G5 |

| G5 |

| E2 · D40 | N36 | V28 | D36 · p · Z4 | N36 · n · n · n |

| E2 · D40 | N36 | V28 | D36 · p · Z4 | N36 · n · n · n |

| E2 · D40 | N36 | V28 | D36 · p · Z4 | N36 · n · n · n |

| E2 · D40 | N36 | V28 | D36 · p · Z4 | N36 · n · n · n |

| G5 |

| G5 |

| E2 · D40 | N36 | V28 | D36 · p · Z4 | N36 · n · n · n |

| E2 · D40 | N36 | V28 | D36 · p · Z4 | N36 · n · n · n |

| E2 · D40 | N36 | V28 | D36 · p · Z4 | N36 · n · n · n |

| E2 · D40 | N36 | V28 | D36 · p · Z4 | N36 · n · n · n |

| G16 |

| G16 |

| s | O29 · D36 | G1 | Y1 | O28 | W24 · O49 |

| s | O29 · D36 | G1 | Y1 | O28 | W24 · O49 |

| G16 |

| G16 |

| s | O29 · D36 | G1 | Y1 | O28 | W24 · O49 |

| s | O29 · D36 | G1 | Y1 | O28 | W24 · O49 |

| G8 |

| G8 |

| HASH | W19 | i | i | t · f | R13 | r · D36 | N5 | R13 |

| HASH | W19 | i | i | t · f | R13 | r · D36 | N5 | R13 |

| G8 |

| G8 |

| HASH | W19 | i | i | t · f | R13 | r · D36 | N5 | R13 |

| HASH | W19 | i | i | t · f | R13 | r · D36 | N5 | R13 |

| M23 | L2 |

| M23 | L2 |

| N5 | G25 | Aa1 · n | N5 | U21 · n |

| N5 | G25 | Aa1 · n | N5 | U21 · n |

| N5 | G25 | Aa1 · n | N5 | U21 · n |

| N5 | G25 | Aa1 · n | N5 | U21 · n |

| N5 | G25 | Aa1 · n | N5 | U21 · n |

| N5 | G25 | Aa1 · n | N5 | U21 · n |

| N5 | G25 | Aa1 · n | N5 | U21 · n |

| N5 | G25 | Aa1 · n | N5 | U21 · n |

| M23 | L2 |

| M23 | L2 |

| N5 | G25 | Aa1 · n | N5 | U21 · n |

| N5 | G25 | Aa1 · n | N5 | U21 · n |

| N5 | G25 | Aa1 · n | N5 | U21 · n |

| N5 | G25 | Aa1 · n | N5 | U21 · n |

| N5 | G25 | Aa1 · n | N5 | U21 · n |

| N5 | G25 | Aa1 · n | N5 | U21 · n |

| N5 | G25 | Aa1 · n | N5 | U21 · n |

| N5 | G25 | Aa1 · n | N5 | U21 · n |

| G39 | N5 | \| \| |
|     |    |       |

|  |

| G39 | N5 | \| \| |
|     |    |       |

|  |

| mr | C19 | H8 · Z1 | C19 | S3 |

| mr | C19 | H8 · Z1 | C19 | S3 |

| mr | C19 | H8 · Z1 | C19 | S3 |

| mr | C19 | H8 · Z1 | C19 | S3 |

| mr | C19 | H8 · Z1 | C19 | S3 |

| mr | C19 | H8 · Z1 | C19 | S3 |

| mr | C19 | H8 · Z1 | C19 | S3 |

| mr | C19 | H8 · Z1 | C19 | S3 |

| G39 | N5 | \| \| |
|     |    |       |

|  |

| G39 | N5 | \| \| |
|     |    |       |

|  |

| mr | C19 | H8 · Z1 | C19 | S3 |

| mr | C19 | H8 · Z1 | C19 | S3 |

| mr | C19 | H8 · Z1 | C19 | S3 |

| mr | C19 | H8 · Z1 | C19 | S3 |

| mr | C19 | H8 · Z1 | C19 | S3 |

| mr | C19 | H8 · Z1 | C19 | S3 |

| mr | C19 | H8 · Z1 | C19 | S3 |

| mr | C19 | H8 · Z1 | C19 | S3 |

## Külső hivatkozások
| Előző uralkodó: II. Széthi | Egyiptom uralkodója i. e. 12. század XIX. dinasztia | Következő uralkodó: Tauszert |